# Seznam rozhleden v Jihočeském kraji
Seznam rozhleden v Jihočeském kraji představuje výčet rozhleden a vyhlídkových věží, které se nacházejí v Jihočeském kraji.
Vzhledem k nejednoznačné definici rozhleden a přibývajícím stavbám tohoto druhu je pravděpodobné, že seznam nebude úplný.

## Seznam
| Název                        | Obrázek                                  | Galerie                                                                     | Výška [m] | Okres             | Kóta [m n. m.] | Gesteosouřanice                  | Stručný popis | Stav                                             |
| ---------------------------- | ---------------------------------------- | --------------------------------------------------------------------------- | --------- | ----------------- | -------------- | -------------------------------- | --- | ------------------------------------------------ |
| Archeopark Netolice          |                                          |                                                                             | 8         | Prachatice        | 453            | 49°3′2″ s. š., 14°12′2″ v. d.    | Dřevěná vyhlídková věž z roku 2008 se nachází u Netolic.                                                                                                  | Volně přístupná                                  |
| Babina                       |                                          |                                                                             | 9         | Tábor             | 443            | 49°24′ s. š., 14°40′17″ v. d.    | Dřevěná rozhledna z roku 2015 stojí na návrší Babí hora 2 km jihovýchodně od centra Tábora.                                                               | Volně přístupná                                  |
| Boubín                       |                                          | Kategorie „Rozhledna Boubín“ na Wikimedia Commons                           | 21        | Prachatice        | 1362           | 48°59′29″ s. š., 13°49′3″ v. d.  | Dřevěná rozhledna z roku 2005 stojí na vrchu Boubín. | Volně přístupná                                  |
| Čermákův vrch                |                                          | Kategorie „Čermákův vrch“ na Wikimedia Commons                              | 17        | Tábor             | 532            | 49°19′32″ s. š., 14°47′3″ v. d.  | Ocelová rozhledna z roku 2001 se nachází u Krátošic. | Volně přístupná                                  |
| Černá věž                    |                                          | Kategorie „Black Tower (České Budějovice)“ na Wikimedia Commons             | 72        | České Budějovice  | 390            | 48°58′32″ s. š., 14°28′32″ v. d. | Kamenná věž, zvonice, v centru Českých Budějovic. | Vstup zpoplatněn                                 |
| Čestice                      |                                          | Kategorie „Čestice observation tower“ na Wikimedia Commons                  | 40        | Strakonice        | 603            | 49°9′58″ s. š., 13°47′51″ v. d.  | Ocelová rozhledna z roku 1999 stojí u Čestic. | Volně přístupná                                  |
| Dobrá Voda                   |                                          |                                                                             | 36        | Český Krumlov     | 863            | 48°46′22″ s. š., 14°1′58″ v. d.  | Ocelová rozhledna z roku 2021 stojí u Horní Plané. | Volně přístupná                                  |
| Granátník                    |                                          |                                                                             | 5         | Český Krumlov     | 750            | 48°50′52″ s. š., 14°19′37″ v. d. | Dřevěná rozhledna z roku 2003 se nachází na úpatí Kletě.                                                                                                  | Volný přístup                                    |
| Haniperk                     |                                          | Kategorie „Haniperk“ na Wikimedia Commons                                   | 25        | Strakonice        | 640            | 49°7′22″ s. š., 14°6′59″ v. d.   | Dřevěná rozhledna z roku 2019 stojí na Svobodné hoře. | Volně přístupná                                  |
| Hoslovice                    |                                          | Kategorie „Observation tower in Hoslovice“ na Wikimedia Commons             | 50        | Strakonice        | 668            | 49°11′35″ s. š., 13°45′32″ v. d. | Ocelová stavba z roku 2005 stojí na návrší v obci Hoslovice.                                                                                              | Volně přístupná                                  |
| Hradišťský vrch              |                                          |                                                                             | 28        | Český Krumlov     | 780            | 48°44′24″ s. š., 14°32′26″ v. d. | Kovová rozhledna s dřevěnými prvky na Hradišťském vrchu u Kaplice.                                                                                        | Volně přístupná                                  |
| Hýlačka                      |                                          | Kategorie „Hýlačka“ na Wikimedia Commons                                    | 36        | Tábor             | 525            | 49°23′19″ s. š., 14°38′35″ v. d. | Ocelová stavba z roku 2015 na stejnojmenném vrchu u městské části Větrovy, postavená na místě dřevěné rozhledny z roku 1920, která 1. ledna 2012 shořela. | Vstup zpoplatněn                                 |
| Churáňov                     |                                          |                                                                             | 32        | Prachatice        | 1100           | 49°3′41″ s. š., 13°37′48″ v. d.  | Rozhledna na skokanském můstku na vrchu Churáňov u obce Stachy pochází z roku 1993.                                                                       | Vstup zpoplatněn                                 |
| Jarník                       |                                          | Kategorie „Jarník“ na Wikimedia Commons                                     | 59        | Písek             | 609            | 49°18′29″ s. š., 14°11′33″ v. d. | Ocelová rozhledna u Písku pochází z roku 1997. | Volně přístupná                                  |
| Klostermannova rozhledna     |                                          | Kategorie „Javorník Tower“ na Wikimedia Commons                             | 40        | Prachatice        | 1066           | 49°8′18″ s. š., 13°39′13″ v. d.  | Klostermannova rozhledna na Javorníku pochází z roku 1938.                                                                                                | Vstup zpoplatněn                                 |
| Jezerní slať                 |                                          | Kategorie „Jezerní slať (observation tower)“ na Wikimedia Commons           | 8         | Prachatice        | 1060           | 49°2′23″ s. š., 13°34′32″ v. d.  | Dřevěná stavba z roku 1997 stojí u obce Kvilda. | Volně přístupná                                  |
| Jezerní vyhlídka             |                                          |                                                                             | 9         | Český Krumlov     | 800            | 48°45′35″ s. š., 14°2′34″ v. d.  | Dřevěná stavba z roku 2016 stojí nad městem Horní Planá u naučné stezky Adalberta Stiftera.                                                               | Volně přístupná                                  |
| Kbíl                         |                                          |                                                                             | 42        | Strakonice        | 664            | 49°13′5″ s. š., 13°50′41″ v. d.  | Ocelová rozhledna z roku 2008 stojí na kopci Kbíl. | Volně přístupná                                  |
| Kleť                         |                                          | Kategorie „Kleť (Observation tower)“ na Wikimedia Commons                   | 18        | Český Krumlov     | 1087           | 48°51′56″ s. š., 14°16′59″ v. d. | Kamenná rozhledna na vrchu Kleť pochází z roku 1825. | Volně přístupná                                  |
| Kovářka                      |                                          | Kategorie „Kovářka“ na Wikimedia Commons                                    | 13        | Tábor             | 500            | 49°34′17″ s. š., 14°46′11″ v. d. | kamenná rozhledna s kovářským muzeem | Přístupná v Pá 11-17 nebo po domluvě na telefonu |
| Kraví hora                   |                                          | Kategorie „Kraví hora (Observation tower)“ na Wikimedia Commons             | 37        | České Budějovice  | 930            | 48°43′51″ s. š., 14°43′11″ v. d. | Ocelová rozhledna z roku 2001 stojí na vrcholu Kraví hora u Dobré Vody.                                                                                   | Volně přístupná                                  |
| Libín                        |                                          | Kategorie „Libín (Observation tower)“ na Wikimedia Commons                  | 27        | Prachatice        | 1094           | 48°58′44″ s. š., 14°0′42″ v. d.  | Zděná stavba z roku 1883 stojí na vrcholu Libín. | Vstup zpoplatněn                                 |
| Mařský vrch                  |                                          | Kategorie „Mařský vrch (rozhledna)“ na Wikimedia Commons                    | 12        | Prachatice        | 907            | 49°4′22″ s. š., 13°50′52″ v. d.  | Zděná rozhledna s kaplí u Vimperku pochází z roku 1936.                                                                                                   | Volně přístupná                                  |
| Na Kupě                      |                                          | Kategorie „Rozhledna na Kupě“ na Wikimedia Commons                          | 13        | Písek             | 503            | 49°23′28″ s. š., 14°23′26″ v. d. | Dřevěná rozhledna na vrchu Kupa u Jestřebic pochází z roku 2009.                                                                                          | Volně přístupná                                  |
| Onen Svět                    |                                          | Kategorie „Onen Svět (Observation tower)“ na Wikimedia Commons              | 15        | Písek             | 600            | 49°33′32″ s. š., 14°14′16″ v. d. | Dřevěná Langova rozhledna z roku 2001 stojí u turistické chaty Onen svět.                                                                                 | Volně přístupná                                  |
| Pětnice u Záboří             |                                          | Kategorie „Věž Pětnice“ na Wikimedia Commons                                | 35        | Strakonice        | 580            | 49°22′30″ s. š., 13°48′50″ v. d. | Ocelová věž mezi obcemi Záboří a Čečelovice pochází z roku 2001.                                                                                          | Volně přístupná                                  |
| Radětice                     |                                          | Kategorie „Radětice Observation Tower“ na Wikimedia Commons                 | 13        | Tábor             | 460            | 49°19′6″ s. š., 14°25′45″ v. d.  | Dřevěná rozhledna z roku 2004 se nachází u obce Radětice.                                                                                                 | Volně přístupná                                  |
| Rýdův kopec                  |                                          | Kategorie „Rozhledna Rýdův kopec u Děbolína“ na Wikimedia Commons           |           | Jindřichův Hradec | 553            | 49°9′33″ s. š., 14°56′22″ v. d.  | Dřevěná rozhledna z roku 2015 se nachází u osady Děbolín.                                                                                                 | Volně přístupná                                  |
| Řežabinec                    |                                          | Kategorie „Řežabinec (observation tower)“ na Wikimedia Commons              | 7         | Písek             | 372            | 49°15′13″ s. š., 14°5′51″ v. d.  | Dřevěná pozorovací věž vodního ptactva z roku 1985 se nachází u národní přírodní rezervace Řežabinec a Řežabinecké tůně.                                  | Volně přístupné 1. patro                         |
| Semenec                      |                                          | Kategorie „Semenec (observation tower)“ na Wikimedia Commons                | 7         | České Budějovice  | 439            | 49°13′50″ s. š., 14°24′36″ v. d. | Betonová stavba u Týna nad Vltavou pochází z roku 1930.                                                                                                   | Volně přístupná                                  |
| Slabošovka                   |                                          | Kategorie „Slabošovka“ na Wikimedia Commons                                 | 35        | Český Krumlov     | 623            | 48°47′25″ s. š., 14°32′18″ v. d. | Ocelová rozhledna z roku 2002 stojí u obce Besednice. | Volně přístupná                                  |
| Soumarské rašeliniště        |                                          | Kategorie „Rozhledna Soumarský most“ na Wikimedia Commons                   | 9         | Prachatice        | 745            | 48°54′7″ s. š., 13°50′12″ v. d.  | Dřevěná rozhledna z roku 2012 stojí 6 km západně od Volar.                                                                                                | Volně přístupná                                  |
| Stezka korunami stromů Lipno |                                          | Kategorie „Stezka korunami stromů (Lipno nad Vltavou)“ na Wikimedia Commons | 40        | Český Krumlov     | 901            | 48°39′9″ s. š., 14°13′50″ v. d.  | Dřevěná rozhledna z roku 2012 na vrchu Kramolín u Lipna.                                                                                                  | Vstup zpoplatněn                                 |
| Svákov                       |                                          | Kategorie „Svákov (Observation tower)“ na Wikimedia Commons                 | 13,5      | Tábor             | 450            | 49°15′59″ s. š., 14°41′39″ v. d. | Dřevěná rozhledna z roku 2014 nedaleko hradiště Svákov západně Soběslavi                                                                                  | Volně přístupná                                  |
| U Jakuba                     |                                          | Kategorie „U Jakuba“ na Wikimedia Commons                                   | 45        | Jindřichův Hradec | 680            | 49°5′15″ s. š., 15°16′16″ v. d.  | Dřevěná rozhledna z roku 2013 na Havlově hoře u Valtínova.                                                                                                | Volně přístupná                                  |
| Velký Kamýk                  |                                          | Kategorie „Velký Kamýk“ na Wikimedia Commons                                | 65        | Písek             | 515            | 49°18′49″ s. š., 14°3′59″ v. d.  | Ocelová stavba u obce Velké Nepodřice pochází z roku 2002.                                                                                                | Volně přístupná                                  |
| Vysoký Kamýk                 |                                          | Kategorie „Rozhledna Vysoký Kamýk“ na Wikimedia Commons                     | 46        | České Budějovice  | 627            | 49°13′52″ s. š., 14°17′59″ v. d. | kovová nástavba nad zděnou geodetickou věží | Vstup zpoplatněn                                 |
| Lomnice nad Lužnicí          | Vyhlídková věž u Lomnice nad Lužnicí.jpg |                                                                             | 7         | Jindřichův Hradec | 430            | 49°5′43″ s. š., 14°42′53″ v. d.  | Dřevěná pozorovací věž u Lomnice nad Lužnicí pochází z roku 2002.                                                                                         | Volně přístupná                                  |